# Jean-François Xavier de Ménard
Jean-François Xavier de Ménard (ur. 9 września 1756 w Sumène, zm. 19 czerwca 1831 w Villiers-le-Bel) – francuski generał w okresie od Rewolucji po wojny napoleońskie. Kawaler Orderu Wojskowego Wielkiego Księstwa Badenii (29 lutego 1808, a po skazaniu Cesarza na służbie króla: kawaler Orderu św. Ludwika (29 lipca 1814) oraz Wielki Oficer Legii Honorowej (1 maja 1831).

## Kalendarium z okresuRewolucjiiCesarstwa
- 8 września 1792 – deputowany departamentu Gard (skąd pochodzi) do Zgromadzenia Prawodawczego
- 12 stycznia 1793 – kapitan 78. pułku piechoty liniowej
- 16 czerwca 1793 – adiutant gen. Desclozeaux (Armia Północy)
- 24 lipca 1793 – marzec 1794 – tymczasowy komendant Angers (4 grudnia 1793) odparł atak powstańców wandejskich
- 24 czerwca 1795 – komendant arsenału w Paryżu
- 24 lipca 1799 – tymczasowy szef sztabu 17. okręgu wojskowego
- 30 lipca 1799 – adiutant generalny szef brygady (Armia Włoch)
- 2 stycznia 1800 – ponownie w 17. okręgu wojskowym
- 21 listopada 1800 – adiutant gen. Mortiera
- 8 lutego 1801 – prefekt departamentu Manche
- 3 sierpnia 1801 – adiutant - komendant
- 3 kwietnia 1802 – szef sztabu korpusu francuskiego, gen. Richepance na Gwadelupie
- 9 września 1802 – powrót do Francji
- 10 lutego 1802 – generał brygady
- 12 marca 1804 – przydział do dywizji gen. Mathieu w obozie w Breście
- 25 września 1805 – szef sztabu II Korpusu Rezerwy Wielkiej Armii
- 7 października 1806 – komendant kwatery głównej Wielkiej Armii
- 2 listopada 1806 – 26 stycznia 1807 – komendant Kostrzyna
- 23 stycznia 1807 – 17 marca 1809 – dowódca kontyngentu Wielkiego Księstwa Badenii (X Korpus), uczestnik oblężenia Gdańska (12 marca – 26 maja 1807) i Tczewa (23 lutego 1807)
- 27 maja 1807 – komendant placu Gdańska
- maj 1809 – komendant cytadeli w Würzburgu
- 22 sierpnia 1809 – dowódca 1. brygady (1. dywizja piechoty, VIII Korpus
- 1 grudnia 1809 – przejście wraz z dywizją do Hiszpanii
- 14 grudnia 1809 – dowódca 1. brygady (dywizja piechoty gen. Bertrand Clauzel, VIII Korpus, gen. Junot
- 1 maja 1810 – Armia Portugalii
- 12 października 1810 – ranny w bitwie pod Sobral
- 29 lutego 1812 – powrót do Francji, bez przydziału służbowego
- 4 sierpnia 1812 – 17 lutego 1813 – szef sztabu XI Korpusu Wielkiej Armii, gen. Augereau
- 12 kwietnia 1813 – szef sztabu gubernatorstwa Frankfurtu
- 3 czerwca 1813 – zastępca szefa sztabu XV Korpusu Wielkiej Armii, następnie Korpusu Obserwacyjnego Bawarii
- 15 sierpnia 1813 – szef sztabu IX Korpusu
- 18 października 1813 – ranny w bitwie pod Lipskiem
- 13 grudnia 1813 – dowódca 4. dywizji rezerwy Armii Pirenejów
- styczeń 1814 – organizator w Nîmes brygady złożonej z pięciu batalionów liniowych (gen. Martial Bardet)
- 30 czerwca 1814 – komendant departamentu Gard
- 20 lipca 1814 – w dyspozycji dowódcy 9. dywizji
- 4 lutego 1815 – w stanie spoczynku
- 16 marca 1815 – przedstawiciel królewskich organizacji wolontariatu departamentu Seine-et-Marne
- 15 kwietnia – 21 czerwca 1815 – dowódca poddywizji departamentu Aude podczas 100 dni Napoleona